# НХЛ у сезоні 1923—1924
НХЛ у сезоні 1923/1924 — 7-й регулярний чемпіонат НХЛ. Сезон стартував 15 грудня 1923. Закінчився фінальним матчем 11 березня 1924 між Монреаль Канадієнс та Оттава Сенаторс перемогою «канадієнс». Переможець Кубка Стенлі виявили між переможцями трьох ліг: НХЛ, Західної канадської хокейної ліги та Тихоокеанського узбережжя. Переможцем став «Монреаль Канадієнс» (друга перемога).

## Підсумкова турнірна таблиця
| Команда              | І  | В  | П  | Н | ШЗ | ШП | Очки |
| -------------------- | -- | -- | -- | - | -- | -- | ---- |
| Оттава Сенаторс      | 24 | 16 | 8  | 0 | 74 | 54 | 32   |
| Монреаль Канадієнс   | 24 | 13 | 11 | 0 | 59 | 48 | 26   |
| Торонто Сент-Патрікс | 24 | 10 | 14 | 0 | 59 | 85 | 20   |
| Гамільтон Тайгерс    | 24 | 9  | 15 | 0 | 63 | 68 | 18   |

| Команда              | ОС                | МК                | ТП                | ГТ                |
| -------------------- | ----------------- | ----------------- | ----------------- | ----------------- |
| Оттава Сенаторс      | Х                 | 3:2, 2:1 4:0, 1:0 | 5:2, 7:3 7:2, 1:2 | 2:3, 2:1 1:0, 7:4 |
| Монреаль Канадієнс   | 2:1, 2:3 1:0, 3:0 | Х                 | 3:0, 0:2 5:3, 6:1 | 5:1, 5:2 2:1, 6:3 |
| Торонто Сент-Патрікс | 3:4, 1:5 4:2, 4:8 | 2:1, 5:3 2:1, 1:4 | Х                 | 5:2, 3:1 2:4, 2:1 |
| Гамільтон Тайгерс    | 2:3, 2:3 5:1, 5:2 | 1:3, 4:0 4:1, 2:3 | 1:2, 5:3 6:4, 3:1 | Х                 |

## Найкращі бомбардири

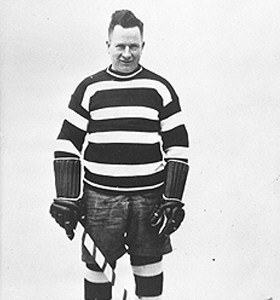
Найкращий бомбардир Сі Деннені.

| Гравець     | Команда              | І  | Г  | П | О  |
| ----------- | -------------------- | -- | -- | - | -- |
| Сі Деннені  | Оттава Сенаторс      | 21 | 22 | 2 | 24 |
| Біллі Буше  | Монреаль Канадієнс   | 23 | 16 | 6 | 22 |
| Орель Жоля  | Монреаль Канадієнс   | 24 | 15 | 5 | 20 |
| Бейб Дай    | Торонто Сент-Патрікс | 19 | 17 | 2 | 19 |
| Джордж Буше | Оттава Сенаторс      | 21 | 14 | 5 | 19 |
| Біллі Барч  | Гамільтон Тайгерс    | 24 | 16 | 2 | 18 |
| Джек Адамс  | Торонто Сент-Патрікс | 22 | 13 | 3 | 16 |
| Гові Моренц | Монреаль Канадієнс   | 24 | 13 | 3 | 16 |
| Кінг Кленсі | Оттава Сенаторс      | 24 | 8  | 8 | 16 |

## Фінал НХЛ
| Дата       | Команда            | ШЗ | Команда         | ШЗ |
| ---------- | ------------------ | -- | --------------- | -- |
| 8 березня  | Монреаль Канадієнс | 1  | Оттава Сенаторс | 0  |
| 11 березня | Монреаль Канадієнс | 4  | Оттава Сенаторс | 2  |

## Плей-оф Кубка Стенлі
| Дата       | Команда         | ШЗ | Команда            | ШЗ |
| ---------- | --------------- | -- | ------------------ | -- |
| 18 березня | Ванкувер Марунс | 2  | Монреаль Канадієнс | 3  |
| 20 березня | Ванкувер Марунс | 1  | Монреаль Канадієнс | 2  |

## Фінал Кубка Стенлі
| Гра та дата                                    | Гра та дата | Господар           | Рахунок | Гості           | Стадіон           |
| ---------------------------------------------- | ----------- | ------------------ | ------- | --------------- | ----------------- |
| 1                                              | 22 березня  | Монреаль Канадієнс | 6–1     | Калгарі Тайгерс | Маунт Роял Арена  |
| 2                                              | 25 березня  | Монреаль Канадієнс | 3–0     | Калгарі Тайгерс | Оттава Аудиторіум |
| Монреаль Канадієнс здобув перемогу в серії 2:0 |             |                    |         |                 |                   |

## Найкращий бомбардир плей-оф
| Гравець     | Команда            | І | Г | П | О  |
| ----------- | ------------------ | - | - | - | -- |
| Гові Моренц | Монреаль Канадієнс | 6 | 7 | 3 | 10 |

## Призи та нагороди сезону
| Пам'ятний трофей Гарта | Френк Найбор, Оттава Сенаторс |
| Приз О'Брайна          | Монреаль Канадієнс            |
| Приз принца Уельського | Монреаль Канадієнс            |

## Дебютанти сезону
Список гравців, що дебютували цього сезону в НХЛ.
- Ред Грін, Гамільтон Тайгерс
- Гові Моренц, Монреаль Канадієнс
- Сільвіо Манта, Монреаль Канадієнс
- Френк Фінніган, Оттава Сенаторс